# Municipio de Western (Minnesota)
El municipio de Western (en inglés: Western Township) es un municipio ubicado en el condado de Otter Tail en el estado estadounidense de Minnesota. En el año 2010 tenía una población de 129 habitantes y una densidad poblacional de 1,4 personas por km².

## Geografía
El municipio de Western se encuentra ubicado en las coordenadas 46°8′51″N 96°12′9″O / 46.14750, -96.20250. Según la Oficina del Censo de los Estados Unidos, el municipio tiene una superficie total de 91.98 km², de la cual 89,15 km² corresponden a tierra firme y (3,07 %) 2,82 km² es agua.

## Demografía
Según el censo de 2010, había 129 personas residiendo en el municipio de Western. La densidad de población era de 1,4 hab./km². De los 129 habitantes, el municipio de Western estaba compuesto por el 96,12 % blancos, el 1,55 % eran asiáticos, el 0,78 % eran de otras razas y el 1,55 % eran de una mezcla de razas. Del total de la población el 3,1 % eran hispanos o latinos de cualquier raza.